# Église Saint-Vincent-de-Paul de Mont-de-Marsan
Pour les articles homonymes, voir Église Saint-Vincent-de-Paul.
L'église Saint-Vincent-de-Paul est un lieu de culte catholique situé sur la commune de Mont-de-Marsan, préfecture du département français des Landes. Elle est inscrite aux Monuments historiques par arrêté du 27 novembre 2007.

## Présentation
L'église est située au nord-est du centre-ville, dans le quartier de Nonères, entre les cours de la Douze et du Midou. Propriété de l'association diocésaine d'Aire et de Dax, sa capacité d'accueil est de 700 places. Elle est tantôt surnommée « La Bergerie », en raison de sa forme, tantôt « L'église des Castors » en raison de sa proximité avec le quartier des Castors de Barbe d'Or.

### Historique
La paroisse de Saint-Vincent-de-Paul est créée le 23 février 1960 par décret de Clément Mathieu, évêque d'Aire et de Dax, à partir de secteurs relevant jusqu'alors de l'église de la Madeleine et de celle de Saint-Médard et concernant 1873 habitants. Son premier curé est l'abbé Darricau, officiant précédemment dans la paroisse de Saint-Médard, et qui est à l'origine de la construction de la église, dédiée à Vincent de Paul, natif du département. Celle-ci est réalisée par les architectes Pierre et Michel Dépruneaux, originaires de Mont-de-Marsan, qui doivent composer avec les faibles ressources de la jeune paroisse. Elle est édifiée sur un terrain donné par le docteur Etienne Labrit, au lieu-dit Lasbordes. La première pierre est posée le 25 septembre 1960, l'église est bénite le dimanche 22 septembre 1963 par Robert Bézac, nommé évêque d'Aire et de Dax quelques mois plus tôt. Le campanile en béton, érigé en 1978, permet l'installation de trois cloches.

### Architecture
L'édifice est bâti sur le modèle des bergeries landaises, par référence à la parabole de la Brebis égarée. Les matériaux de construction sont ceux de l'architecture moderne : béton et verre. Les dimensions sont de 36 m de longueur, 16 m de largeur et une hauteur comprise entre 12,5 (côté nord) et 21,5 m (côté sud). 
Le toit d'ardoise à deux pans descend en pente abrupte presque jusqu'au sol. Sur le pignon sud, les reliefs dessinent une croix monumentale. Une nef unique, sans colonne ni chapelle, offre une vue sur les verrières réalisées par Raymond Clercq-Roques en 1961. Les huit vitraux remplissent presque totalement les deux pignons et les six lucarnes. Ils illustrent des thèmes religieux (la croix), des épisodes du Livre de la Genèse (création de la terre, du soleil et de la mer, du ciel, des astres, des animaux de l'Homme : Adam et Eve) ou sont des compositions abstraites servant d'arrière-plan à la grande croix du chevet. À l'intérieur, la charpente de bois verni est apparente et les lambris sont en bois de pin des Landes.